# Boxborough (Massachusetts)
Boxborough es un pueblo ubicado en el condado de Middlesex en el estado estadounidense de Massachusetts. En el Censo de 2010 tenía una población de 4.996 habitantes y una densidad poblacional de 185,33 personas por km².

## Geografía
Boxborough se encuentra ubicado en las coordenadas 42°29′10″N 71°31′16″O / 42.48611, -71.52111. Según la Oficina del Censo de los Estados Unidos, Boxborough tiene una superficie total de 26.96 km², de la cual 26.64 km² corresponden a tierra firme y (1.17%) 0.32 km² es agua.

## Demografía
Según el censo de 2010, había 4.996 personas residiendo en Boxborough. La densidad de población era de 185,33 hab./km². De los 4.996 habitantes, Boxborough estaba compuesto por el 80.52% blancos, el 0.48% eran afroamericanos, el 0.04% eran amerindios, el 16.29% eran asiáticos, el 0.02% eran isleños del Pacífico, el 0.64% eran de otras razas y el 2% pertenecían a dos o más razas. Del total de la población el 2.26% eran hispanos o latinos de cualquier raza.